# Beylagan
Beylagan (azeră Beyləqan) este un oraș din Azerbaidjan.